# جمشيد ممتاز
جمشيد ممتاز (بالفارسية: جمشید ممتاز) باحث وأكاديمي إيراني ولد في 18 حزیران 1942 فی مدینة ازمیر الترکیة.

## المسار الأكاديمي
حصل علی البکاریوس فی القانون العام من کلیة الحقوق والعلوم الاقتصادیة لجامعة باریس فی العام 1966 وبعد عامین حصل علی شهادة ماجیستر من مؤسسه الدراسات السیاسیة فی باریس. منح شهادة الدکتوراة من جامعة باریس الثانیة فی العام 1971.
کان أستاداً للقانون الدولی العام فی جامعة طهران لمدة اکثر من 35 عاماً وهذا قبل تقاعده فی العام 2010. قد القی الکثیر من المحاضرات کأستاد زائر فی العدید من الجامعات العالمیة المرموقة منها جامعة باریس الأولی والتاسعة وجامعة کان وجامعة روان فی فرنسا.
کان عضواً فی لجنة القانون الدولي التابعة لمنظمة الأمم المتحدة بین عامی 2000-2006 وترأس هذه اللجنة خلال اجتماعها ال57.
حالیاً هو عضو فی العدید من المؤسسات القانونیة العالمیة منها مؤسسة القانون الدولي، المؤسسة الدولیة للقانون الدولی الإنساني ولجنة تحدید قواعد القانون الدولی الإنسانی العرفی التابعة للجنة الصلیب الأحمر الدولی بجنیف. کما یشتغل فی الوقت الراهن عضواً فی الهیئة التنفیذیة لأکادیمیا القانون الدولی فی لاهاي بهولندا.
شارک فی العدید من المؤتمرات القانونیة منها المؤتمر الدولی لحمایة ضحایا الحرب ومؤتمر روما المخصص لتأسیس المحکمة الجنائیة الدولیة. کان عضواً مشارکاً في محادثات السلام بعد وقف إطلاق النار بین إیران والعراق.
له الکثیر من المولفات القانونیة خاصة فی مجال قانون البحار والقانون الدولی الإنساني.